# ام الداه خوزان
ام الداه خوزان (عربی: ام الداه خوزان) یک منطقهٔ مسکونی در قطر است که در شهرداری الشحانیه واقع شده‌است